# Hemimesochra nixe
Hemimesochra nixe är en kräftdjursart som beskrevs av Por 1964. I den svenska databasen Dyntaxa används istället namnet Pusillargillus nixe. Enligt Catalogue of Life ingår Hemimesochra nixe i släktet Hemimesochra och familjen Cletodidae, men enligt Dyntaxa är tillhörigheten istället släktet Pusillargillus och familjen Canthocamptidae. Arten är reproducerande i Sverige. Inga underarter finns listade i Catalogue of Life.